# 4911 Rosenzweig
4911 Rosenzweig eller 1953 UD är en asteroid i huvudbältet, som upptäcktes 16 oktober 1953 av Indiana Asteroid Program vid Indiana University Bloomington med Goethe Link Observatory. Asteroiden har fått sitt namn efter Jack och Marcelle Rosenzweig.
Asteroiden har en diameter på ungefär 9 kilometer och den tillhör asteroidgruppen Eunomia.